# لیناردو دوس سانتوس برانکو
لیناردو دوس سانتوس برانکو (به پرتغالی: Leandro dos Santos Branco) مهاجم اهل برزیل است که در شهر Lages و در تاریخ ۲ ژوئن ۱۹۸۳ به دنیا آمده‌است.
لیناردو دوس سانتوس برانکو در تیم‌های فوتبال Chapecoense سابقهٔ حضور دارد.